# Ibrahima Maïga
Ibrahima Maïga, né le 31 décembre 1984 à Sebba, est un journaliste et activiste burkinabé.

## Biographie

### Enfance et formation
Ibrahima Maïga est né le 31 décembre 1984. Il est un journaliste et activiste politique en asile aux États-Unis. Il est le fondateur du mouvement « Sauvons le Faso »,. Ce mouvement a plusieurs fois organisé des marches de protestations contre la gouvernance de Roch Kaboré  et l'insécurité. La dernière marche date du 22 janvier 2022. Au lendemain de cette marche, l'armée burkinabè enclenche une mutinerie qui aboutit le 24 janvier à un coup d'État. Le mouvement pour la restauration et la sauvegarde du lieutenant-colonel Paul-Henri Sandaogo Damiba renverse Roch Kaboré. 

### Carrière
Ibrahima Maiga a fait ses études à l’école primaire de Falagountou dans le Sahel. Après ses études supérieures, il crée plus tard son journal Sahel Info.  Il dénonce la mal gouvernance et la corruption qui sévissent sous le régime de Blaise Compaoré. Menacé, il obtient un asile politique aux États-Unis. Il s'inscrit à l'université de Cincinnati  pour faire une formation en sciences politiques et relations internationales puis à l'université militaire de Norwich pour un master en cyber sécurité.

## Distinctions
- Prix du meilleur coach de Sanneh Foundation 2017[7]

- Honneurs du département de science politique de l'université de Cincinnati[8]